# The Prestige
The Prestige (bra: O Grande Truque; prt: O Terceiro Passo) é um filme britano-estadunidense de 2006, dirigido por Christopher Nolan, com roteiro baseado no livro homônimo de Christopher Priest.
O filme é estrelado por Hugh Jackman como Robert Angier e Christian Bale como Alfred Borden. No elenco também estão Michael Caine, Scarlett Johansson, David Bowie, Rebecca Hall e Andy Serkis. O filme reúne Nolan com os atores Bale e Caine de Batman Begins, o diretor de fotografia Wally Pfister, o desenhista de produção Nathan Crowley, o compositor David Julyan e o editor Lee Smith.

## Enredo
A história segue Robert Angier e Alfred Borden, mágicos rivais de Londres no final do século 19. Obcecados em criar o melhor truque de ilusão, eles iniciam uma competição com trágicos resultados.

## Elenco
- Hugh Jackman como Robert Angier/O Grande Danton, um mágico aristocrata. Após ler o roteiro, Jackman expressou interesse em interpretar o papel. Christopher Nolan descobriu que Jackman tinha interesse e após um encontro com ele, percebeu que ele tinha as características certas para Angier. Nolan explicou que Angier tem "um maravilhoso entendimento sobre a interação do artista com a plateia", uma qualidade que ele acreditava Jackman também possuir. O diretor disse que "[Jackman] tem uma grande profundidade como um ator que não foi totalmente explorada. As pessoas não tiveram a chance de ver o que ele realmente pode fazer como um ator, e este é um personagem que vai deixar ele fazer isso".[6] Jackman se inspirou no mágico da década de 1950 Channing Pollock para interpretar Angier. Na versão brasileira, é dublado por Alexandre Moreno.[7]
- Christian Bale como Alfred Borden/O Professor, um mágico da classe operária. Bale se interessou pelo papel e foi escalado depois de Jackman. Apesar de Nolan ter trabalhado com Bale em Batman Begins, ele não o havia considerado para o papel de Borden até Bale ter falado com ele sobre o roteiro. Nolan disse que Bale era "perfeito" para o papel de Borden, e que era "impensável" ter outra pessoa no lugar.[6] Nolan descreveu Bale como "formidável de se trabalhar" e que "leva o que faz muito, muito a sério".[8] Nolan sugeriu que os atores não lessem o livro, porém Bale o ignorou. Na versão brasileira, é dublado por Reginaldo Primo.[9]
- Michael Caine como John Cutter, um engenheiro de truques que trabalha com Angier. Caine tinha colaborado anteriormente com Nolan em Batman Begins, interpretando Alfred Pennyworth. Nolan disse que apesar do personagem paracer ter sido escrito para Caine, ele não foi. Nolan falou que o personagem "foi escrito antes de eu tê-lo conhecido".[6] Caine descreveu seu personagem como "um professor, um pai e um guia para Angier". Caine, ao criar as nuances de Cutter, alterou sua voz e postura. Nolan mais tarde afirmou que "o personagem de Michael Caine realmente se torna o coração do filme. Ele têm um maravilhoso calor e emoção que te atraí para a história e permite que você tenha um ponto de vista destes personagens sem julgá-los muito duramente". Na versão brasileira é dublado por Isaac Bardavid.[10]
- Rebecca Hall como Sarah Borden, esposa de Borden. Hall se mudou do Norte de Londres para Los Angeles para poder filmar o filme, apesar do filme se passar no Norte de Londres. Hall disse que ela "estava maravilhada só por estar envolvida [no filme]". Na versão brasileira, é dublada por Carla Pompilio.[11]
- Scarlett Johansson como Olivia Wenscombe, a assistente e amante de Angier. Nolan disse que Johansson era a pessoa certa para interpretar o papel, e quando ele a conheceu para discutir, "ela simplesmente amou a personagem".[6] Johansson elogiou os métodos de direção de Nolan, dizendo que ela "amou trabalhar com ele"; ele era "incrivelmente focado, orientado e envolvido, e realmente se envolveu em cada aspecto da performance". Na versão brasileira, é dublada por Mabel Cezar.[12]
- David Bowie como Nikola Tesla, o inventor da vida real que cria a máquina de teletransporte para Angier. Para o papel de Tesla, Nolan queria alguém que não era necessariamente uma estrela de cinema, más alguém que fosse "extraordinariamente carismático". Nolan disse que "David Bowie era o único cara que eu tinha em mente para interpretar Tesla, porque sua função na história é pequena porém com um papel importante".[6] Nolan contratou Bowie, que inicialmente recusou. Como um grande fã de sua música, Nolan voou até Nova York para falar do papel com Bowie em pessoa, dizendo a ele que nenhuma outra pessoa poderia interpretá-lo;[13] ele aceitou minutos depois. É dublado na versão brasileira por Maurício Berger.[6]
- Piper Perabo como Julia McCullough, esposa de Angier. Dublada na versão brasileira por Silvia Goiabeira.
- Roger Rees como Owens. Dublado no Brasil por Mauro Ramos.
- Andy Serkis como Sr. Alley, o assistente de Tesla. Serkis disse que ele interpretou o personagem pensando que ele era "antes um homem corporativo que ficou excitado com este dissidente, Tesla, que pulou para fora do navio e foi se huntar com esse dissidente". Serkis descreveu seu personagem como um "porteiro", um "vigarista" e um "espelho do personagem de Michael Caine". Serkis, um grande fã de Bowie, disse que foi agradável trabalhar com ele, descrevendo ele como uma pessoa "bem modesta, com os pés no chão, muito confortável consigo mesmo e bem engraçado".[14] Dublado no Brasil por Sérgio Stern.
- Ricky Jay como "Milton, o Mágico", um antigo mágico para quem Angier e Borden trabalham no início do filme. Jay, um famoso mágico de palco, e Michael Weber treinaram Jackman e Bale para seus papéis com breves instruções sobre várias ilusões de palco. Os mágicos deram aos atores informações limitadas, permitindo que eles soubessem apenas o necessário para fazer a cena.[9]
- Samantha Mahurin como Jess Borden, a filha de Borden e Sarah.

## Produção

### Desenvolvimento
Christopher Priest, autor do livro The Prestige, era fã dos primeiros filmes na Carreira de Christopher Nolan, Following e Memento, e subsequentemente, o produtor Valerie Dean trouxe o livro para a atenção de Nolan. Em outubro de 2000, Nolan viajou ao Reino Unido para promover Memento, já que a Newmarket Films estava tendo problemas para achar distribuídores nos EUA. Enquanto estava em Londres, Nolan leu o livro de Priest e dividiu a história com seu irmão, Jonathan Nolan, enquanto os dois andavam em Highgate (um local que mais tarde apareceria em uma cena onde Angier sequestra o engenheiro de Borden no Cemitério de Highgate). O processo de desenvolvimento de The Prestige começou como um ensaio da colaboração anterior deles: Jonathan falou sobre sua ideia inicial para Memento para Christopher durante uma viagem.
Um ano depois, os direitos de adaptação do livro se tornaram disponíveis e foram comprados por Aaron Ryder, da Newmarket Films. No final de 2001, Nolan ficou ocupado com a pós-produção de Insomnia, e pediu para seu irmão Jonathan ajudá-lo no roteiro. O processo de criação do roteiro foi uma longa colaboração entre os irmãos Nolan, ocorrendo em um período de cinco anos. No roteiro, os Nolan enfatizaram a mágica da história através da narrativa dramática, usando a representação visual do palco de mágico. O roteiro de três atos foi deliberadamente estruturado em volta dos três elementos da ilusão do filme: a Promessa, a Virada e o Grande Truque. "Demorou muito tempo para descobrir um modo de alcançar às versões cinemáticas dos dispositivos bem literários que guiam uma história intrigante", disse Nolan a Variety. "Os pontos de vistas diferentes, os diários dentro de diários e as histórias dentro de histórias. Achar os equivalentes cinematográficos dos dispositivos da literatura foi muito complexo". Apesar do filme ser tematicamente fiel ao livro, duas grandes mudanças foram feitas na estrutura do enredo durante o processo de adaptação: o subtema espiritualista do livro foi removido, e a história contada de uma perspectiva moderna foi substituída por Borden esperando pela forca em mise en scène. Priest aprovou a adaptação, descrevendo como "um extraordinário e brilhante roteiro, uma adaptação fascinante do meu livro".
No começo de 2003, Nolan planejou dirigir o filme antes da produção de Batman Begins ter acelerado. Após o lançamento de Batman Begins, Nolan reiníciou o projeto, negociando com Bale e Jackman em outubro de 2005. Jonathan e Christopher terminaram o roteiro no dia 13 de janeiro de 2006.

### Filmagens

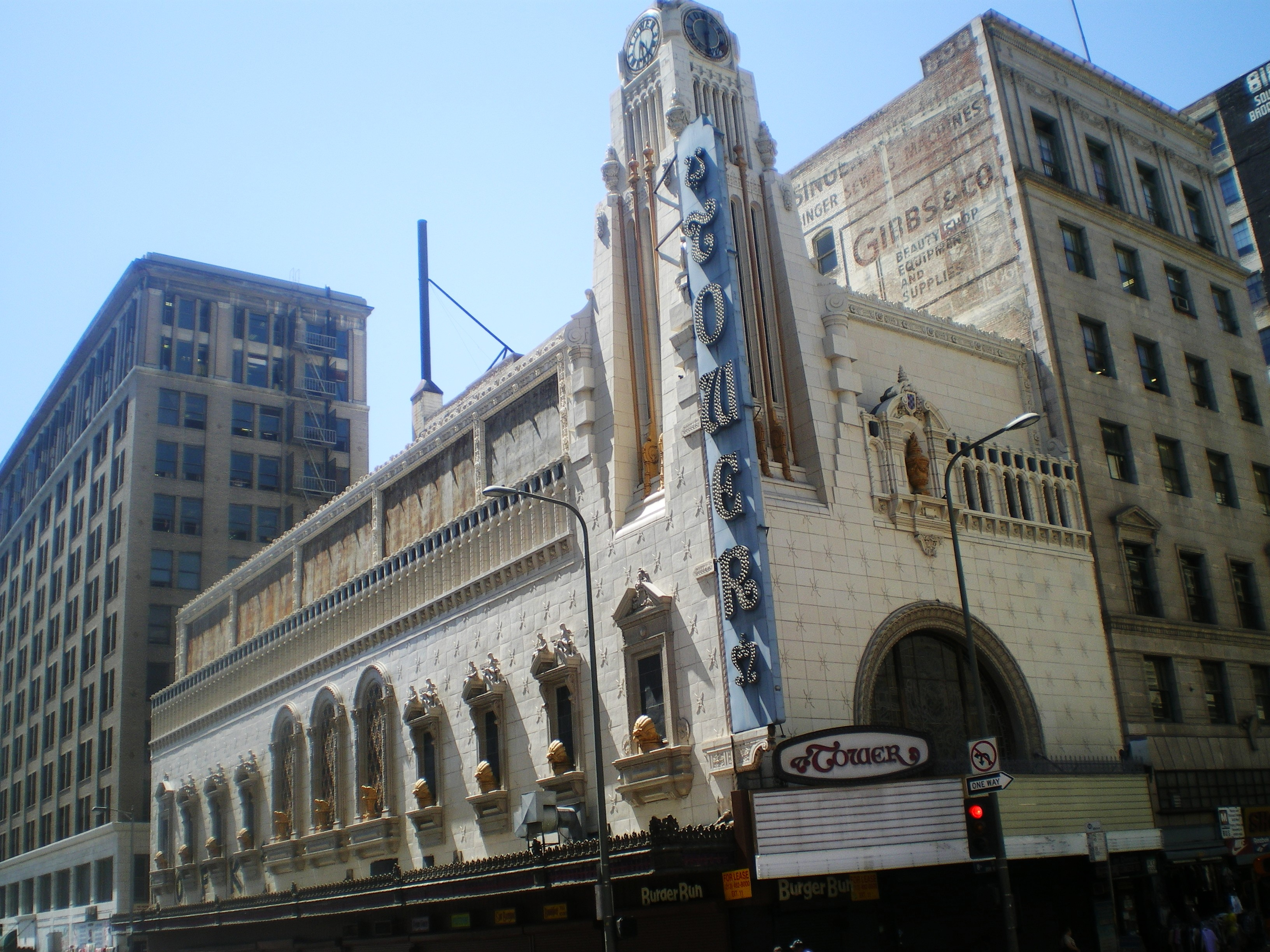
O histórico Tower Theatre em Los Angeles foi usado como locação para o Pantages Theatre em Londres.

Enquanto o roteiro ainda estava sendo escirto, o diretor de arte Nathan Crowley começou a projetar os cenários na garagem de Nolan, empregando um "roteiro visual" consistindo em miniaturas, imagens, desenhos e notas. A produção começou em 16 de janeiro de 2006 e as gravações terminaram no dia 9 de abril.
Crowley e sua equipe procuraram em Los Angeles por mais de 70 locações que se pareceriam com a Londres do final do século XIX. Jonathan Nolan visitou Colorado Springs para pesquisar sobre Nikola Tesla e para basear a cena do bulbo elétrico em experimentos reais realizados por Tesla. Crowley ajudou a criar a cena para a invenção de Tesla; que foi filmada no estacionamento do Observatório Monte Wilson. Influênciado pela "estética Vitoriana modernista", Crowley escolheu quatro locações na Broadway de Los Angeles, no centro da cidade, para os palcos das mágicas do filme: o Los Angeles Theatre, o Avalon Hollywood, o Los Angeles Belasco e o Tower Theatre. Crowley também transformou uma parte dos estúdios da Universal em uma Londres Vitoriana. Nolan construíu apenas um cenário para o filme, uma "seção debaixo do palco que abriga às máquinas que fazem as grandes ilusões funcionar", preferindo modificar locações reais em Los Angeles e estúdios para servirem como Colorado e Londres Vitoriana. Em contraste com muitos filmes de época, Nolan decidiu manter o ritmo rápido da produção filmando com câmeras de mão, e tirando muito das luzes artifíciais em algumas cenas, confiando apenas em luz natural. A figurinista Joan Bergin escolheu roupas atrativas e modernas Vitorianas para Scarlett Johansson; o diretor de fotografia Wally Pfister capturou o estado de espírito com tons de terra suaves, já que as cores branco e preto davam contraste no fundo, colocando as faces dos atores no primeiro plano. Os processos de edição, composição e gravação da trilha sonora e mixagem do filme terminaram no dia 22 de setembro de 2006.

### Música
A trilha sonora de The Prestige foi composta por David Julyan. Julyan havia anteriormente colaborado com Nolan em Following, Memento e Insomnia. Como o filme, a trilha também foi dividida em três seções: a Promessa, a Virada e o Grande Truque.
Alguns críticos ficaram desapontados com a trilha, afirmando que enquanto ela funciona muito bem com o filme, sozinha ela não tinha um impacto muito grande, com alguns descrevendo-a como "apenas funcional".
Faixas 
1. "Are You Watching Closely?" (1:51)
2. "Colorado Springs" (4:15)
3. "The Light Field" (1:50)
4. "Borden Meets Sarah" (2:11)
5. "Adagio for Julia" (2:03)
6. "A New Trick" (4:29)
7. "The Journal" (2:55)
8. "The Transported Man" (2:36)
9. "No, Not Today" (2:31)
10. "Caught" (1:39)
11. "Cutter Returns" (2:13)
12. "The Real Transported Man" (2:28)
13. "Man's Reach Exceeds His Imagination" (2:08)
14. "Goodbye to Jess" (2:53)
15. "Sacrifice" (5:15)
16. "The Price of a Good Trick" (5:05)
17. "The Prestige" (1:40)

## Temas
A rivalidade entre Borden e Angier domina o filme. Obsessão, vingança, segredo e sacrifício alimentam a batalha, já que ambos os mágicos contribuem para uma parte do duelo mortal, com desastrosos resultados. A obsessão de Angier em derrotar Borden acaba custando muito dinheiro e a amizade de Cutter, enquanto deixa a ele uma coleção de cópias suas mortas; a obsessão de Borden em manter o segredo sobre seu irmão gêmeo leva Sarah a questionar a relação deles, que acaba levando ela ao suicídio quando suspeita da verdade. Angier e um dos gêmeos perdem o amor de Olivia por causa da "inumanidade" deles. Finalmente, um Borden é enforcado e a última cópia de Angier é baleada. A briga deles também é expressada pela luta de classes: Borden como O Professor, um mágico da classe operária que fica com as mãos sujas, contra Angier como O Grande Danton, um mágico e artista elegante e elitista cujo sotaque o faz parecer americano. O crítico Matt Brunson observa um tema complexo de dualidade exemplificado por Angier e Borden, notando que o filme escolhe não retratar nenhum dos mágicos como "bom" ou "mau".
O roubo de Angier da ilusão do teletransporte de Borden ecoa muitos dos exemplos da vida real de truques roubados entre mágicos. Fora do filme, rivalidades similares incluem a disputa dos mágicos John Nevil Maskelyne e Harry Kellar sobre o truque da levitação. Gary Westfahl nota também uma "nova tendência para caos" no filme sobre o livro, citando o assassinato/suicídio das duplicatas de Angier e os atos intensificados de violência, vingança e contra vingança. Isso "diz respeito a uma maior alteração nos eventos e no tom do filme", ao invés de mudar significativamente os temas subjacentes.
A competição mortal não é limitada ao campo da mágica: os "magos" engenheiros Nikola Tesla e Thomas Edison se engajaram em uma rivalidade sobre a corrente elétrica, que aparece no filme como um paralelo para a competição de Angier e Borden para a supremacia mágica.
Den Shewman diz que o filme pergunta o quão longe alguém iria para se dedicar a uma arte. O crítico Alex Manugian refere a esse tema como o "significado do comprometimento". Para ele, o tema central do filme é "obsessão", porém nota os temas coadjuvantes "natureza do engano" e "ciência como mágica". Manugian também crítica os Nolan por tentar colocar muitos temas na história.

## Lançamento
A Touchstone optou por adiantar a estreia do filme em uma semana, de 27 de outubro para 20 de outubro de 2006. O filme arrecadou US$ 14.801.808 em seu primeiro fim de semana, estreando em primeiro. Arrecadou um total de US$ 53 milhões nos EUA e US$ 56 milhões mundialmente, para um total de US$ 109.676.311. The Prestige foi indicado ao Oscar nas categorias de Melhor Fotografia (Wally Pfister) e Melhor Direção de Arte (Nathan Crowley e Julie Ochipinti), também foi indicado ao Hugo Award de Melhor Apresentação Dramática, Forma Longa. Junto com The Illusionist e Scoop (estrelando Jackson e Johansson), The Prestige foi um dos três filmes lançados em 2006 a explorar o mundo dos mágicos de palco.

### Crítica
The Prestige recebeu críticas geralmente favoráveis. No site Rotten Tomatoes o filme possui um indíce de aprovação de 75%, baseado em 179 resenhas, com uma média de 7,1/10. O consenso é "Cheio de viradas e torções, The Prestige é um deslumbrande filme de época que nunca para de desafiar o público". No agregador Metacritic o filme tem um indíce de 66/100, baseado em 36 resenhas, indicando "críticas geralmente favoráveis". O autor do livro original, Christopher Priest, viu o filme três vezes, e sua reação foi "'Bem, minha nossa!' eu estava, 'Deus, gostei disso', e 'Ah, eu queria ter pensado nisso'".